# Bouctouche
Bouctouche is een plaats (town) in de Canadese provincie New Brunswick en telt 2383 inwoners (2006). De oppervlakte bedraagt 18,34 km².

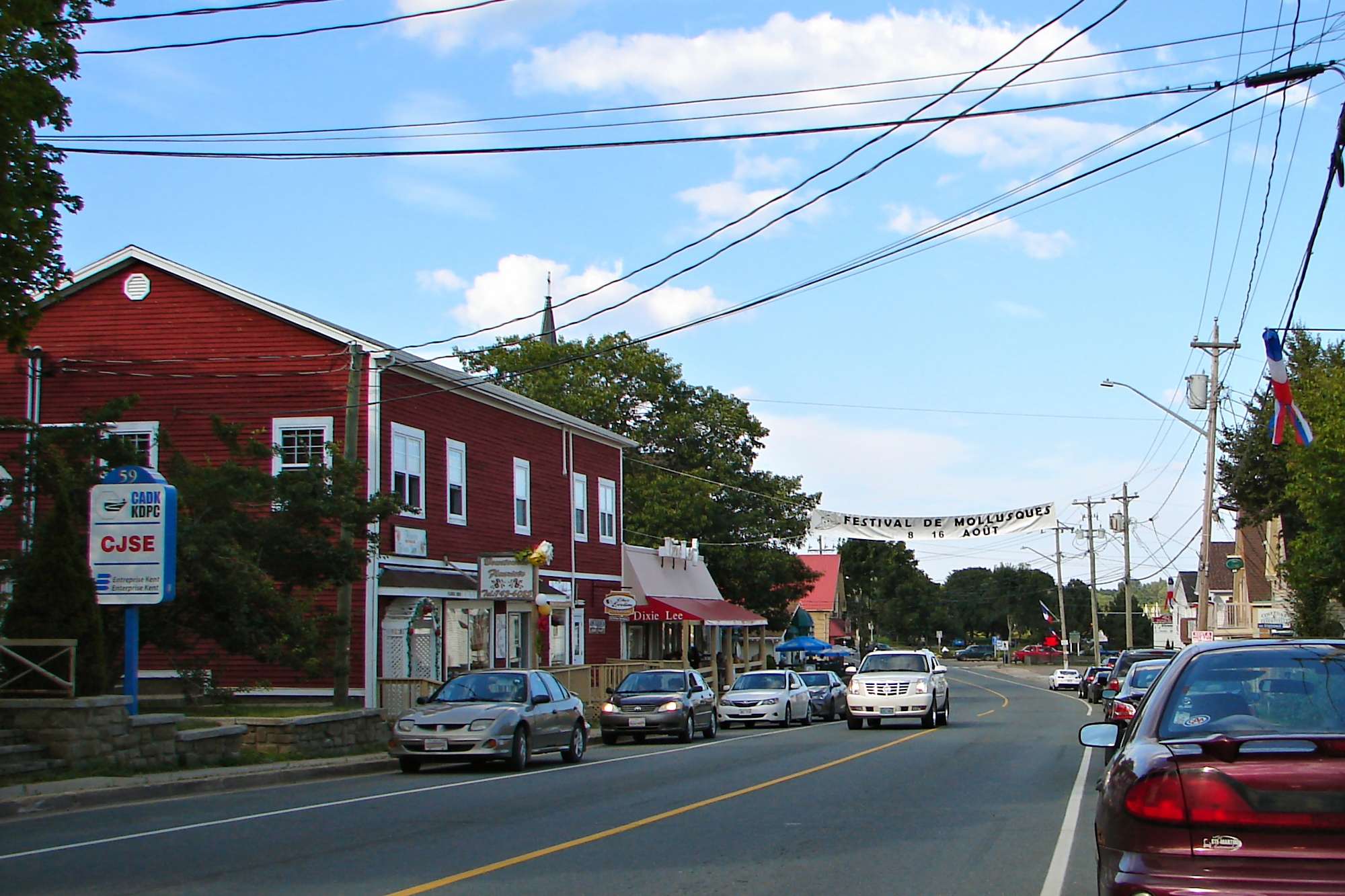
Dorp centrum

## Le Pays de la Sagouine
Op een eilandje in de baai van Bouctouche is het themapark Le Pays de la Sagouine gevestigd. In het themapark worden dagelijks voorstellingen gegeven die gebaseerd zijn op de verhalen van Antonine Maillet. Het is een grote toeristische attractie, sinds de opening in 1991 heeft het park meer dan 1,5 miljoen bezoekers ontvangen die er kennis kunnen maken met de cultuur van Acadië.

## Geboren in Bouctouche
- Antonine Maillet (1929-2025), Canadees Franstalig schrijfster